# Passerelle Debilly
Passerelle Debilly (česky Lávka Debilly) je lávka pro pěší a cyklisty přes řeku Seinu v Paříži. Spojuje 16. obvod na pravém břehu a 7. obvod na levém. Od roku 1966 je historickou památkou.

## Historie
V roce 1898 přišel Alfred Picard, generální komisař světové výstavy 1900 s nápadem postavit provizorní lávku pro návštěvníky. Stavba trvala dva roky 1899-1900. Nejprve se nazývala passerelle de l'Exposition militaire (lávka Vojenské výstavy), poté passerelle de Magdebourg (Magdeburská lávka). Od roku 1906 nese jméno Jeana Louise Debilly, francouzského generála, který padl v bitvě u Jeny v roce 1806; zprvu se ovšem psala passerelle de Billy.
18. dubna 1966 byla stavba zařazena mezi historické památky. V roce 1991 byl most znovu natřen a v roce 1997 restaurován, byly nahrazeny části z tropického dřeva.
V roce 2002 se most objevil ve filmu Briana De Palmy Femme Fatale a roku 2008 v krátké scéně v akčním filmu Jízda smrti.

## Architektura
Most tvoří hlavní kovový oblouk spočívající na zděných pilotách, zdobených tmavě zelenými keramickými dlaždicemi, které naznačovaly vlny. Od pilotů na nábřeží vedou dva menší půloblouky. Spolu s Eiffelovou věží je druhou kovovou stavbou té doby, která, ač plánovaná jako provizorní, vydržela do současnosti.
Ocelový most je dlouhý 125 m a široký 8 metrů, výška oblouku je 15 metrů.